# Long Distance
| Совокупная оценка | Совокупная оценка |
| Источник          | Оценка            |
| ----------------- | ----------------- |
| Metacritic        | 68/100            |
| Оценки критиков   |                   |
| Источник          | Оценка            |
| AllMusic          | [ 2 ]             |
| Billboard         | (Favorable)       |
| Blender           | [ 4 ]             |
| City Pages        | (Mixed)           |
| Exclaim!          | (Favorable)       |
| Launch.com        | [ 1 ]             |
| PopMatters        | [ 7 ]             |
| Resonance         | [ 8 ]             |
| Rolling Stone     | [ 9 ]             |

Long Distance — третий студийный альбом американской инди-поп группы Ivy. Он был выпущен 8 ноября 2000 года в Японии, а версия для США была выпущена 10 июля 2001 года лейблом Nettwerk Music Group. Отход от предыдущих студийных альбомов Ivy Realistic (1995) и Apartment Life (1997) был для Long Distance вдохновлён новой волной, но сохранил фирменное сочетание инди-попа и инди-рока Ivy. Ivy сотрудничала с давним продюсером Питером Нэшелем для двух треков альбома, в то время как остальные были написаны и спродюсированы полностью участниками группы Энди Чейзом и Адамом Шлезингером.
Long Distance получил положительные отзывы после своего выпуска. Многие критики одобрили новый подход Ivy, хотя некоторые посчитали его менее интересным по сравнению с материалом на Apartment Life. С альбома было выпущено три сингла. «Lucy Doesn’t Love You» и «Disappointed» были коммерчески неудачными, в то время как третий сингл с альбома, «Edge of the Ocean», появился в многочисленных фильмах и телевизионных программах и с тех пор считается визитной карточкой группы. Песни «Undertow» и «Worry About You» также использовались в СМИ; последний трек был использован в качестве музыкальной темы для мини-сериала ABC «Королевский госпиталь». Для «Lucy Doesn’t Love You» и «Edge of the Ocean» были созданы рекламные видеоклипы.

## Композиции
Long Distance открывается треком «Undertow», в котором «пасторальные тона» сочетаются с «возвышающей гитарным фреймом»; Том Топкофф из журнала Hybrid Magazine отметил, что вокал Дюран «выдержан, как хорошее вино». Сингл «Disappointed», «быстрый» второй трек, состоит из «напряжённого ритма и вязких гитар», которые «обеспечивают изящный сексуальный фон для задумчивого вокала Дюран».
Его звучание сравнивали с предыдущими треками Ivy на Realistic (1995) и Apartment Life (1997), особенно с песнями «No Guarantee» и «I Get the Message». Следующая песня, «Edge of the Ocean», представляет собой инди-поп и трип-хоп песню и была названа «захватывающей и эскапистской мелодией».
С момента выхода её часто называли одной из фирменных песен Ivy, в том числе и сама группа Ivy. «Blame It on Yourself» — «запоминающийся» трек с инструментами, представленными искажёнными гитарами. Пятый трек, «While We’re in Love», — это трек, вдохновлённый трип-хопом, в котором певица и её партнёр понимают: «Мы знаем, что это не продлится вечно / Потому что нам не суждено быть вместе». «While We’re in Love» использует клавишные, которые добавляют заводное чувство, чтобы «заполнить звук больше, чем когда-либо прежде».
В ведущем сингле альбома «Lucy Doesn’t Love You» используются духовые в стиле 1960-х годов с «звенящими гитарами», чтобы заново ввести в альбом фирменный стиль инди-попа Ivy. В нём есть «дерзкая духовая и поднимающая мелодия», сопровождаемая электрогитарами для создания «атмосферного» настроения. По словам Тома Топкоффа из журнала Hybrid Magazine, «Worry About You» — это «самое дальнее отклонение Айви от их проверенной и верной практики». Композиция относительно эмбиентная, с «характеристиками этериал-даба в стиле Portishead». «Let’s Stay Inside», восьмая песня альбома, использует клавишные и акустическую гитару, чтобы обеспечить «успокаивающее» чувство; «с оттенком босса-новы» она приводит к «интимному подходу». «Midnight Sun» и «I Think of You» используют скрипки и органы для достижения ощущения непринуждённости. Скрипки возглавляет давний партнёр Ivy Джеймс Иха.

## Отзывы
Альбом получил смешанные и положительные отзывы музыкальной критики и интернет-изданий.
На Metacritic, который присваивает нормализованный рейтинг из 100 по отзывам от основных критиков, альбом получил средний балл 68, основанный на девяти обзорах. Джонатан Коэн из Billboard прокомментировал, что «чувственный вокал Дюран соблазнителен, как всегда», и отдал предпочтение синглам «Disappointed» и «Edge of the Ocean».
Критик из журнала Resonance похвалил альбом за то, что он «остался верным вере в то, что гитарный поп может иметь крутые, утопические звуки без привлечения грузовика клавишных и секвенсоров». Рецензент Launch.com заявил, что «никто другой в США в настоящее время не делает поп-музыку такой пышной и прекрасной», но не одобрил трек «Undertow» за то, что он «несовершенен». Один из музыкальных критиков E! Online объявил «Lucy Doesn’t Love You» летним гимном и предсказал, что Long Distance увеличит популярность Ivy.
Критики из Rolling Stone и Blender провели сильные сравнения между Long Distance и английским музыкальным дуэтом Everything but the Girl. Первый заявил, что «любой поклонник Everything but the Girl, Saint Etienne или винтажного Blondie найдёт много того, что приведёт его в восторг», в то время как последний назвал звучание «мутным и далёким, [но] оно делает осторожные шаги в сторону Everything but the Girl». В более неоднозначном обзоре критик из SonicNet заявил, что «Айви специализируется на туманно-ориентированном дрим-попе: слишком воздушно для обычных поклонников поп-музыки, слишком структурировано для публики 4AD».
В неоднозначном обзоре Микеланджело Матос из City Pages отметил, что ему больше нравятся предыдущие релизы Ivy, но заявил: «Если бы ваша группа провела четыре года, будучи отвергнутой и снова отвергнутой звукозаписывающими лейблами, вы бы тоже звучали устало». Аналогичным образом, рецензент из Alternative Press высказался негативно, заявив, что «13 треков здесь невероятно беззубые, все любовь-морковь-до-любви-морковь-не-любви, которые испаряются при ударе».
Хизер Фарес отметил в AllMusic, что «Long Distance добавляет некоторые приёмы продюсирования и тонкие электронные штрихи к отполированному поп-музыке, которую Ivy отточила на Apartment Life, но забывает о хуках и мелодиях, которые сделали их второй альбом таким восхитительным. К сожалению, воздушные песни Long Distance пролетают мимо без особых отличительных черт. Гладкие синтезаторы и трип-хоповые биты альбома устарели — даже такие трип-попстеры, как Morcheeba и Sneaker Pimps, отказались от этого звучания много лет назад. Дерзкие духовые и ритмичная мелодия „Lucy Doesn’t Love You“ предполагают более удовлетворяющую песню, чем она есть на самом деле, но глянцевый, напряжённый продакшн подавляет такие песни, как „One More Last Kiss“ и соблазнительную, с оттенком босса-новы „Let’s Stay Inside“; обе требуют более интимного подхода. Однако несколько песен демонстрируют некоторый дух и индивидуальность: упругий ритм и стройные гитары „Disappointed“ создают гладкий сексуальный фон для задумчивого вокала Доминика Дюрана, а шок от прослушивания искажённых гитар в „Blame it on Yourself“ делает её запоминающейся уже по этой причине. Кавер на „Digging Your Scene“ группы Blow Monkeys мог бы быть ироничным ходом, но это яркий момент из-за превосходного написания песен. Хотя пронзительный трип-хоп „While We’re in Love“ действительно работает, пресыщенные, влюблённые тексты — „Мы знаем, что это не продлится вечно/Потому что нам не суждено быть вместе“ — звучат устало. Успешные моменты Long Distance делают его ухоженную монотонность особенно раздражающей: Айви отполировала эти песни до прощания и пригласила гостей вроде Джеймса Иха и Эрика Мэтьюза, чтобы они сыграли на них, но они не смогли придать им больше индивидуальности или эмоций. В конечном счёте, это „вкусный“ альбом: неопределённо хиповая фоновая музыка для кофеен, саундтреков и всех, кто ищет видимость крутизны. Никто не просит Айви играть lo-fi noise-rock, но Long Distance показывает, что они довольствуются модной миловидностью вместо того, чтобы искать вечную красоту».

## Список композиций
Все песни написаны Ivy, кроме «Digging Your Scene», написанной Dr. Robert (урождённый Брюс Роберт Ховард, вокалист и гитарист из группы The Blow Monkeys).
| №                   | Название                | Продюсеры                      | Длительность |
| ------------------- | ----------------------- | ------------------------------ | ------------ |
| 1.                  | «Undertow»              | Adam Schlesinger Andy Chase    | 4:20         |
| 2.                  | «Disappointed»          | Schlesinger Chase Peter Nashel | 4:24         |
| 3.                  | «Edge of the Ocean»     | Schlesinger Chase              | 4:25         |
| 4.                  | «Blame It on Yourself»  | Schlesinger Chase              | 4:05         |
| 5.                  | «While We’re in Love»   | Schlesinger Chase              | 4:36         |
| 6.                  | «Lucy Doesn't Love You» | Schlesinger Chase              | 3:57         |
| 7.                  | «Worry About You»       | Schlesinger Chase              | 3:59         |
| 8.                  | «Let's Stay Inside»     | Schlesinger Chase              | 4:20         |
| 9.                  | «Midnight Sun»          | Schlesinger Chase Nashel       | 5:27         |
| 10.                 | «I Think of You»        | Schlesinger Chase              | 4:00         |
| 11.                 | «Hideaway»              | Schlesinger Chase              | 4:09         |
| 12.                 | «One More Last Kiss»    | Schlesinger Chase              | 4:51         |
| 13.                 | «Digging Your Scene»    | Schlesinger Chase              | 3:40         |
| Общая длительность: | Общая длительность:     | Общая длительность:            | 56:08        |

| №                   | Название                | Продюсеры           | Длительность |
| ------------------- | ----------------------- | ------------------- | ------------ |
| 14.                 | «It's All in Your Mind» | Schlesinger Chase   | 2:22         |
| Общая длительность: | Общая длительность:     | Общая длительность: | 58:30        |